# قلمرو جنوبگان شیلی
قلمرو جنوبگان شیلی (به انگلیسی: Chilean Antarctic Territory) سرزمینی در جنوبگان و مورد ادعای شیلی است. قلمرو جنوبگان شیلی محدوده‌ای میان طول جغرافیایی ۵۳ تا ۹۰ درجه غربی و از قطب جنوب (۹۰ درجه جنوبی) تا مدار ۶۰ درجه جنوبی را در بر می‌گیرد. بخش‌هایی از این سرزمین با جنوبگان آرژانتین و قلمرو بریتانیایی جنوبگان که مورد ادعای این دو کشور است هم‌پوشانی دارد. اداره این سرزمین بر عهده شهرداری کابو د ارنوس است که در خاک اصلی آمریکای جنوبی واقع شده‌است.
سرزمین مورد ادعای شیلی جزایر شتلند جنوبی، شبه‌جزیره جنوبگانی و جزیره‌های نزدیک آن یعنی جزیره الکساندر و جزیره شارکوت را در بر می‌گیرد. مساحت این قلمرو حدود ۱٬۲۵۰٬۲۵۷٫۶ کیلومتر مربع است.